# گچ‌دوست
ژیپسوفیلا (نام علمی: Gypsophila) یا گل عروس نام یک سرده از تیره میخکیان است که به صورت یکساله و دائمی وجود دارد. گل ژیپسوفیلا گیاهی علفی و برگریز بوده که بومی شرق و مرکز اروپا است.
ساقه‌ها گره‌دار و دارای انشعابات زیادی می‌باشد که گل‌های ریز ۵ میلی‌متری ۵ گلبرگی سفید یا صورتی بر روی انشعابات ساقه به وجود می‌آید.
این گل در زمین‌های آهکی به خوبی رشد می‌کند ولی نسبت به خاک‌های اسیدی حساس است.

## نیازهای دمایی
این گیاه نیاز به نور مستقیم دارد و بذر این گیاه پس از برطرف شدن خطر سرما و یخبندان، در هوای آزاد و به صورت مستقیم کشت می‌شود.

## شرایط کلی کاشت گل ژیپسوفیلا
این گل در بیشتر مناطق به راحتی رشد خواهد کرد . برای کاشت آن  از خاک فقیر و  کمتر حاصلخیز  استفاده کنید.این گل به خاک نسبتا قلیایی با زهکشی بالا نیاز دارد  همچنین بهترین زمان برای کاشت آن در فصل بهار پس از گذشت خطر سرما زدگی است. برای مکان کاشت نیز جایی را انتخاب کنید که آفتاب کامل را دریافت کند چون این گل در نور مستقیم رشد خوبی می کند.

## کاربردها
از زمان شروع تا پایان گلدهی، حدود ۳ تا ۴ هفته می‌باشد که برای داشتن گل باید به صورت متوالی بذرها کشت شوند.از این گیاه بیشتر به عنوان گل‌های شاخه بریده استفاده می‌شود.